# Placido Balegno di Carpeneto
Placido Balegno di Carpeneto (Novara, 11 febbraio 1828 – Verona, 26 aprile 1881) è stato un generale italiano, insignito della Medaglia d'oro al valor militare a vivente nel corso della seconda guerra d'indipendenza.

## Biografia
Nacque a Novara l'11 febbraio 1828, figlio di Luigi e di Regina Carutti di Cantogno. Arruolatosi nell'Armata sarda, nel 1842 iniziò a frequentare la Regia Accademia Militare di Torino, e una volta uscitone fu assegnato all'arma di artiglieria. Il 24 marzo 1848 fu promosso luogotenente, e una volta iniziate le operazioni belliche contro l'Impero austriaco fu assegnate alla 5ª Batteria da campagna. Si distinse nel combattimento di Santa Lucia (6 maggio), nell'assedio di Mantova, e vicino a Milano nella controffensiva lanciata dagli austriaci (4 agosto), venendo decorato con la Medaglia d'argento al valor militare. Nel 1849, all'atto delle ripresa delle operazioni, era aiutante maggiore dell'artiglieria della riserva, e fu decorato di una seconda Medaglia d'argento al valor militare per il coraggio dimostrato durante la battaglia di Novara.
Promosso capitano nel 1851 fu assegnato ad un reggimento dell'artiglieria da campagna.
Nel 1852 ricevette una menzione onorevole per l'opera di soccorso alla popolazione prestata durante l'incendio seguito allo scoppio della polveriera di Borgo Dora. Nominato comandante della 7ª Batteria da battaglia, con lo scoppio della seconda guerra d'indipendenza si distinse subito nel combattimento sulla Sesia (1 giugno 1859), dove ricevette un'altra menzione onorevole, e poi durante la battaglia di San Martino (24 giugno). Durante il corso della battaglia utilizzò i suoi pezzi per sostenere l'attacco portato dalla 5ª Divisione, nonostante fossero bersagliati dal fuoco di controbatteria nemico che causò gravi perdite tra i serventi.  Rimasto ferito a un braccio continuò a dirigere il fuoco fino a che, a causa della grave perdita di sangue, non fu allontanato dalla linea di combattimento. Per il coraggio dimostrato in questo frangente fu insignito della Medaglia d'oro al valor militare a vivente.
Promosso maggiore nel 1860, ricoprì vari incarichi, venendo promosso luogotenente colonnello nel 1862, e colonnello nel 1866 quando fu nominato direttore del Laboratorio Pirotecnico di Torino. In quello stesso anno prese parte alla terza guerra d'indipendenza con l'incarico di comandante della riserva generale di artiglieria del Regio Esercito, venendo decorato con la Croce di Ufficiale dell'Ordine militare di Savoia. Comandante del 6º Reggimento d'artiglieria, fu promosso maggiore generale nel 1874,  la Brigata "Pinerolo" e poi la 4ª Brigata di cavalleria di Verona. Deputato per il collegio di Castiglione delle Stiviere nel corso della XIII e XIV Legislatura, si spense a Verona il 26 aprile 1881. Una piazzetta di Novara porta il suo nome.